# 勝悦子
勝 悦子（かつ えつこ）は、日本の経済学者。明治大学政治経済学部教授。専門は国際金融論、経済政策。

## 略歴
筑波大学附属中学校・高等学校、慶應義塾大学経済学部卒業。
東京銀行（現：三菱UFJ銀行）ニューヨーク支店、調査部、日本総合研究所を経て、1995年茨城大学人文学部社会科学科助教授。1998年明治大学政治経済学部助教授、2003年教授。2008年副学長（国際交流担当、～2016年）。
財務省関税外国為替等審議会委員、厚労省労働政策審議会委員、文科省中央教育審議会委員、フルブライト委員会委員、商船三井取締役、電通取締役監査等委員（独立社外取締役）等を歴任。

## 著書

### 単著
- 『円・ドル・マルクの経済学』（東洋経済新報社, 1994年）
- 『グローバル・キャピタル革命』（東洋経済新報社, 1998年）
- 『新しい国際金融論』（有斐閣, 2011年）

### 共著
- （小川英治他）『国際金融理論』新・国際金融テキスト１（有斐閣、2008年）
- （馬田恵一、木村福成、田中素香編）『検証・金融危機と世界経済』（勁草書房、2010年）
- （堀江康煕, 上林敬宗）『金融のメカニズム』（中央経済社, 2006年）

### 翻訳
- （バリー・アイケングリーン）『国際金融アーキテクチャー』（監訳, 東洋経済新報社, 2003年）